# クラリーノ美脚大賞
クラリーノ美脚大賞（クラリーノびきゃくたいしょう）は、女性有名人に対して贈られる日本の賞。後援クラレ。

## 概略
2003年に「パーカッシオ美脚大賞」として創設。第4回から『スポーツ部門』が設けられ、女性スポーツ選手が対象になった。第5回から『40代部門』を『オーバーフォーティー部門』にあらため、50代以上の女性有名人も受賞の対象になった。第9回から「クラリーノ美脚大賞」へ名称変更となり、ティーン部門が新設された。
新型コロナウイルス感染症流行の影響で2019年～2021年の開催が見送られ、2022年は3年ぶりの開催となった。

## 受賞者一覧
| 回     | 年     | ティーン部門 | 20代部門   | 30代部門                         | オーバーフォーティー部門 | その他                     |
| ------ | ------ | ------------ | ---------- | -------------------------------- | ------------------------ | -------------------------- |
| 第1回  | 2003年 |              | 釈由美子   | 中村江里子                       | 黒田知永子               |                            |
| 第2回  | 2004年 |              | 相沢紗世   | 飯島直子                         | 高樹沙耶                 |                            |
| 第3回  | 2005年 |              | 佐藤江梨子 | 神田うの                         | 未唯                     |                            |
| 第4回  | 2006年 |              | ほしのあき | 杉本彩                           | 秋本奈緒美               | 浅越しのぶ（スポーツ部門） |
| 第5回  | 2007年 |              | 田丸麻紀   | 観月ありさ                       | 秋吉久美子               | 武田美保（スポーツ部門）   |
| 第6回  | 2008年 |              | 広末涼子   | 瀬戸朝香                         | 真矢みき                 | 菅山かおる（スポーツ部門） |
| 第7回  | 2009年 |              | 長澤まさみ | 釈由美子                         | 真琴つばさ               | 浦田聖子（スポーツ部門）   |
| 第8回  | 2010年 |              | 黒木メイサ | 優香                             | 高島礼子                 | 福西崇史（メンズ部門）     |
| 第9回  | 2011年 | 忽那汐里     | 石原さとみ | 米倉涼子                         | とよた真帆               |                            |
| 第10回 | 2012年 | 宮﨑香蓮     | 上戸彩     | 吉瀬美智子                       | 賀来千香子               |                            |
| 第11回 | 2013年 | 吉本実憂     | 栗山千明   | 黒谷友香                         | 浅田美代子               |                            |
| 第12回 | 2014年 | 大野いと     | 武井咲     | 吹石一恵                         | 萬田久子                 |                            |
| 第13回 | 2015年 |              | すみれ     | 土屋アンナ                       | 早見優                   | 沢口靖子（特別賞）         |
| 第14回 | 2016年 | 松井愛莉     | 菜々緒     | 水川あさみ                       | 草刈民代                 |                            |
| 第15回 | 2017年 | 平祐奈       | 土屋太鳳   | シャーロット・ケイト・フォックス | 観月ありさ               |                            |
| 第16回 | 2018年 | 岡田結実     | 有村架純   | 中村アン                         | 浅野ゆう子               |                            |
| 第17回 | 2019年 | 髙橋ひかる   | 山本美月   | 榮倉奈々                         | 木村多江                 |                            |
| 第18回 | 2022年 | 桜田ひより   | 池田美優   | 前田敦子                         | 吉瀬美智子               |                            |
| 第19回 | 2023年 | 天翔天音     | 今田美桜   | 上戸彩                           | 内田有紀                 |                            |
| 第20回 | 2024年 | 服部樹咲     | 広瀬アリス | 比嘉愛未                         | MEGUMI                   |                            |